# منتخب سورينام للكريكت
منتخب سورينام للكريكت هو ممثل سورينام الرسمي في المنافسات الدولية في الكريكت .